# Cleome circassica
Cleome circassica är en paradisblomsterväxtart som beskrevs av Nikolai Nikolaievich Tzvelev. Cleome circassica ingår i släktet paradisblomstersläktet, och familjen paradisblomsterväxter. Inga underarter finns listade i Catalogue of Life.